# Der schönste Tag im Leben
Der schönste Tag im Leben ist eine deutsche Liebeskomödie aus dem Jahr 1996 mit Martina Gedeck und Heio von Stetten in den Hauptrollen. Die Gemeinschaftsproduktion von Kick Film GmbH München und ZDF erhielt Mittel der Bayerischen Film- und Fernsehförderung und Unterstützung des Aktionsplans 16:9 der EU.

## Handlung
In München leben der Hamburger Ritschi, Physiker an der Uni, und Waltraud, Telefonberaterin für Ehe-, Familien- und Lebensfragen, als Wohnungsnachbarn in einer Beziehung. Als er ein Paket an sie nicht annehmen darf, weil er nicht der Ehegatte ist, macht er ihr beim gemeinsamen Aufsuchen des Postamts einen Heiratsvorschlag. Waltraud reagiert begeistert. Zur geplanten standesamtlichen Heirat mit Feier im Biergarten und Essen beim Italiener wollen Waltrauds Eltern allerdings nicht nach München kommen, sie verlangen eine kirchliche Hochzeit und die Feierlichkeiten im heimischen Simbach. So geschieht es auch. Ritschi gerät allerdings in Wut, als er die „entführte“ Braut suchen soll und nicht findet. Die Hochzeitsfeier gerät immer mehr aus den Fugen, Ritschi und Waltraud streiten sich in der Nacht, weil er sich unwohl fühlt und schlafen will und sie mit ihm schlafen. Vor der Heimfahrt erhalten sie von einem Hochzeitsgast das schnell angefertigte Videoband mit Hochzeitsaufnahmen und der Beschriftung „Der schönste Tag im Leben“. Auf der Heimfahrt will jeder die Heirat nicht gewollt haben. Sie beschließen, sich wieder scheiden zu lassen und weiter als unverheiratetes Paar in getrennten Wohnungen zu leben.

## Kritik
TV Spielfilm vergibt einen „Daumen hoch“ und urteilt: „Urig-ulkige Hochzeitskomödie zum Verlieben“.

## Auszeichnungen
Bayerischer Fernsehpreis 1996 als beste Komödie